# 直閃石
直閃石（英語：Anthophyllite）是一種正交晶系的角閃石族礦物：分子式為☐Mg2Mg5Si8O22(OH)2（☐為空位，晶體結構中的缺陷點），屬鎂鐵氫氧链硅酸盐矿物。 直閃石與镁铁闪石為同质异形体。 一些直閃石呈層狀或纖維狀，被歸類為石棉。 該名稱源自拉丁語 anthophyllum，意為丁香，為該礦物最常見的顏色。 直閃石晶體的特點是沿 126 度和 54 度方向有完全解理 。

### 產狀

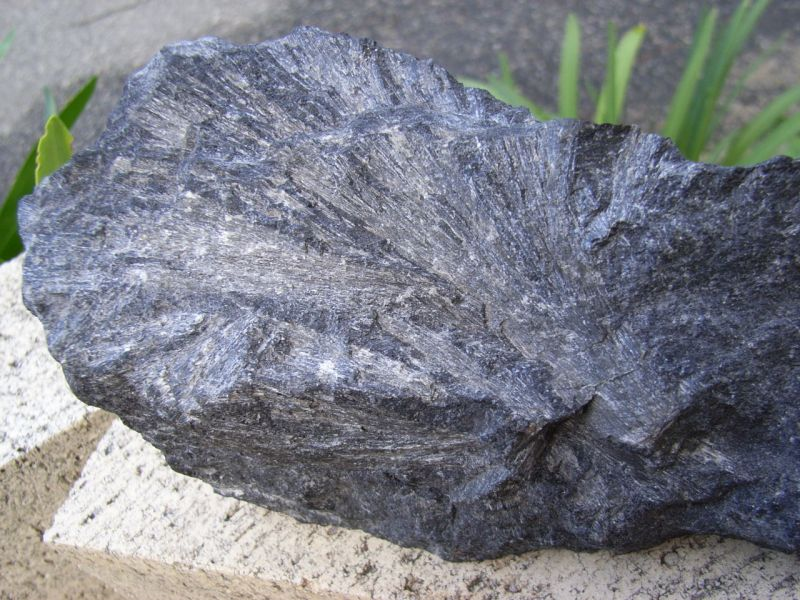
蛇紋石化科馬提岩中的直閃石，標本產地：西澳大利亞，瑪吉海斯鎳礦

直閃石是富鎂岩石變質作用的產物，尤其是超基性火成岩和不純的白雲石質頁岩。另外直閃石也作為殘留在斜方輝石和橄欖石的邊緣的退化變質產物，同時也是含堇青石的片麻岩和片岩中的副礦物。 直閃石也作為源自超基性岩與蛇紋岩經過退化變質而產生出來礦物。

### 超基性岩中直閃石
直閃石是由超基性岩石中的滑石在水和二氧化碳存在下，經過變質反應分解而形成的。 水溶液中二氧化碳 (XCO
2) 的分壓有利於直閃石的產生。 較高的CO
2分壓會降低直閃石在等變質度綫的溫度。在純含水、無CO
2的變質環境中，超基性岩傾向於形成蛇紋石-叶蛇纹石-水鎂石-透閃石的組合（取決於 MgO 含量)或者角閃岩到麻粒岩的變質度，即變質輝石或橄欖石。 因此，含直閃石的變質超基性岩，在含二氧化碳的情況下，至少要達到綠片岩變質相。
低鎂質 (<25% MgO) 和高鎂質 (>25% MgO) 超基性岩的典型變質組合反應是；
- 橄欖石 + 透閃石 + 滑石 → 橄欖石 + 透閃石 + 直閃石（低MgO，>550 °C，XCO2 <0.6）；
- 滑石 + 透閃石 + 菱鎂礦 → 透閃石 + 直閃石 + 菱鎂礦（高 MgO，>500 °C，XCO2 >0.6）；
- 滑石 + 菱鎂礦 + 透閃石 → 直閃石 + 透閃石 + 菱鎂礦（低 MgO，>500 °C，XCO2 >0.6）

由退化變質形成的直閃石在超基性岩中相對較少，因爲可用於變質反應的能量較低，以及變質過程中岩石的普遍脫水作用。同樣地，變質流體中對二氧化碳大量成分的需求而限制了直閃石以退化變質的方式形成。經過退化變質的超基性岩的變質組合通常是蛇紋岩或滑石-菱鎂礦組合。經由退化變質形成的直閃石，最常出現在剪切帶中，因為在岩石的斷裂通道可提供所需的碳酸化流體。

### 纖維狀直閃石

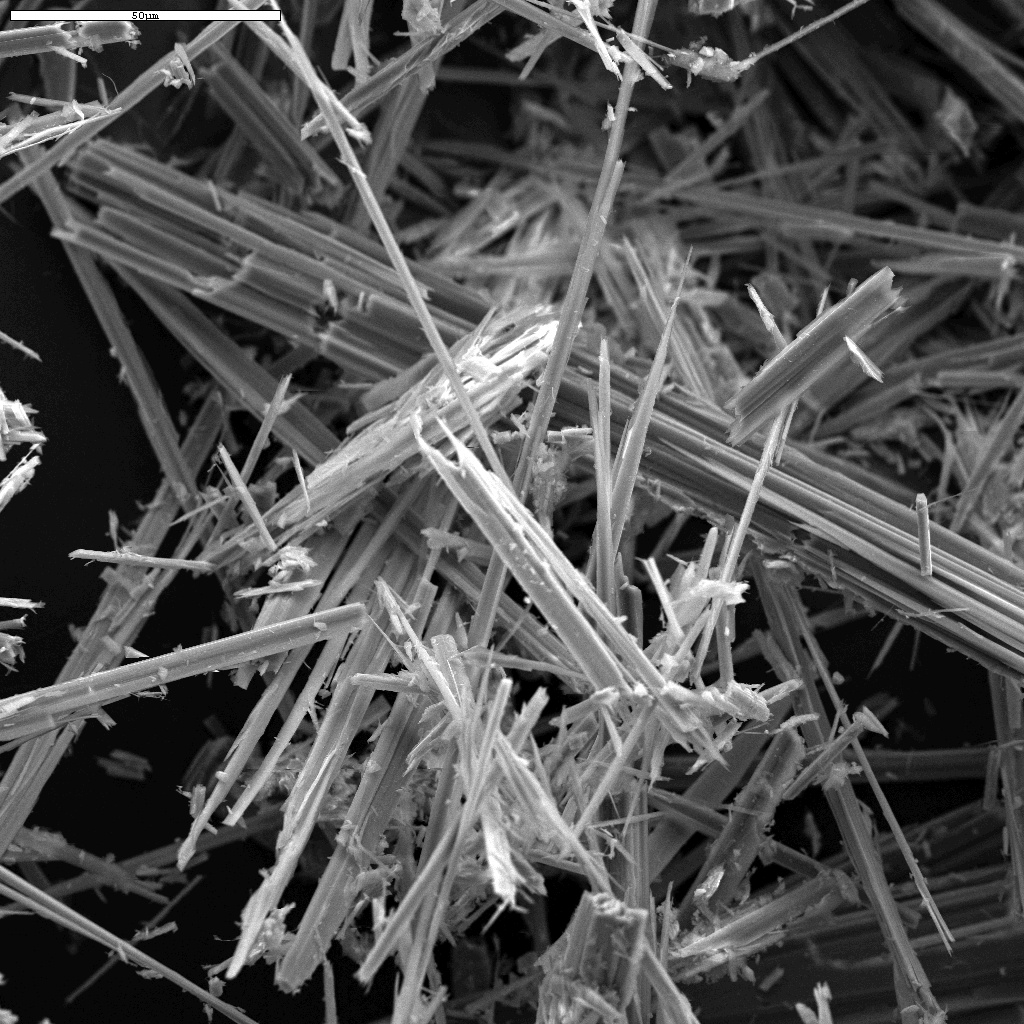
扫描电子显微镜下的直閃石纖維

纖維狀直閃石是公認的六種石棉類型之一。曾開採於芬蘭和日本熊本縣的松橋地區（今熊本縣宇城市）。其中日本松橋產區是一個大型露天石棉礦及研磨廠房，該礦區於1883 年至 1970 年間運作。而在在芬蘭，有兩個礦區開採直閃石石棉，分別是Paakkila礦區（1975年關閉）及Maljasalmi礦區（1952年關閉）。直閃石用於石棉水泥以及絕緣、屋頂材料等。在英文中直閃石石綿又被稱為「azbolen asbestos」。